# Ellsworth (Pensylwania)
Ellsworth – miasto w Stanach Zjednoczonych, w stanie Pensylwania, w hrabstwie Washington.